# Eupithecia lingulata
Eupithecia lingulata är en fjärilsart som beskrevs av Hugo Theodor Christoph 1885. Eupithecia lingulata ingår i släktet Eupithecia och familjen mätare. Inga underarter finns listade i Catalogue of Life.